# تكاليف التعاملات
في علم الاقتصاد والمجالات المرتبطة به، يقصد بمصطلح تكاليف التعاملات الكلفة المتحققة نتيجة تبادل اقتصادي (أي: تكلفة المشاركة في السوق).
تنقسم تكاليف المعاملات إلى ثلاث فئات عامة:
- تكاليف البحث والمعلومات هي تكاليف مثل تلك المتحققة عند تحديد ما إذا كانت السلعة المطلوبة متوفرة في السوق وما أقل سعر لها وما إلى ذلك.
- تكاليف التفاوض هي التكاليف المطلوبة للوصول إلى اتفاق مقبول مع طرف التعاملات الآخر لإبرام عقد مناسب وما إلى ذلك. في نظرية الألعاب يتم تحليل هذا على سبيل المثال في لعبة الدجاج، أما في سوق الأصول وبنية السوق الجزئية، فتعمل تكاليف المعاملات كمسافة بين العطاء والطلب.
- تكاليف الالتزام القانوني وتنفيذه هي تكاليف التأكد من التزام الطرف الآخر بعقود وشروط العقد، واتخاذ الإجراءات اللازمة إذا لم يلتزم هذا الطرف بذلك (عادة من خلال النظام القانوني).

على سبيل المثال: يواجه من اشترى سيارة جديدة مجموعة من تكاليف المعاملات المختلفة، فتكاليف البحث هي تكاليف العثور على سيارة وتحديد حالتها، وتكاليف التفاوض هي تكاليف التفاوض على السعر مع البائع، وتكاليف الالتزام القانوني وتنفيذه هي تكاليف ضمان أن البائع سيسلم السيارة في الحالة التي وعد بها.

## تاريخ تطور المصطلح

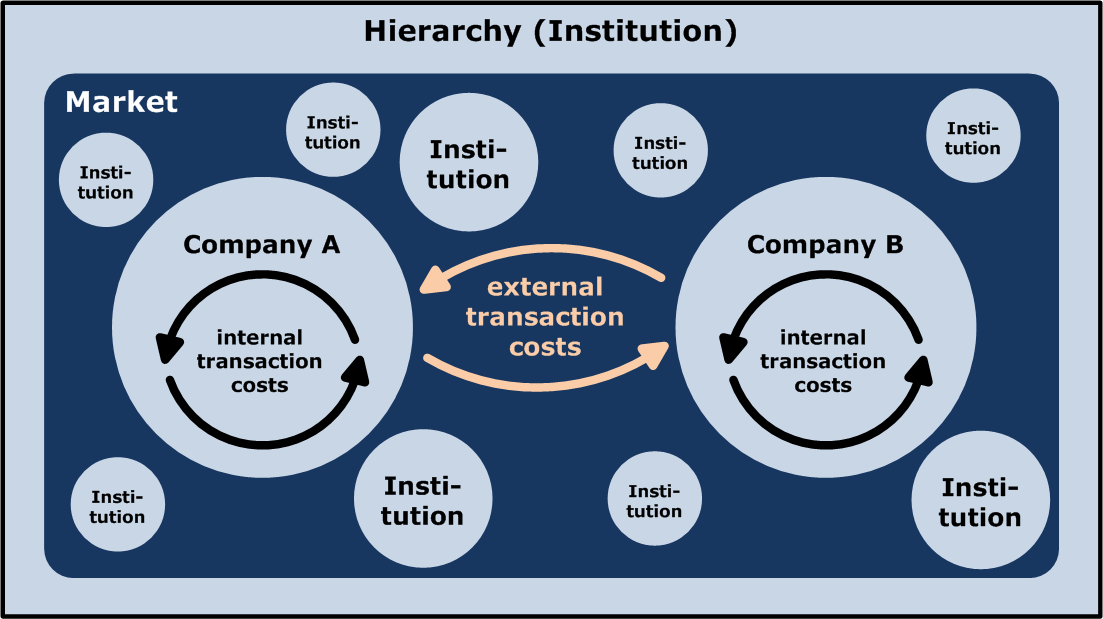
يبين النموذج المؤسسات والسوق كنمط تنظيم محتمل لتنسيق المعاملات الاقتصادية. فعندما تكون تكاليف المعاملات الخارجية أعلى من تكاليف المعاملات الداخلية، تنمو الشركة. وعندما تكون تكاليف المعاملات الداخلية أعلى من تكاليف المعاملات الخارجية، ينخفض حجم الشركة نتيجة الاستعانة بمصادر خارجية مثلاً.

كان عالم الاقتصاد المؤسسي جون آر كومنز (1931) أول من طرح فكرة أن المعاملات هي أصل التفكير الاقتصادي.
يعتقد الكثيرون أن رونالد كواسي هو أول من وضع مصطلح «تكاليف المعاملات»، فقد استخدمه لوضع إطار نظري لتوقع متى تقوم الشركات بتنفيذ مهام اقتصادية معينة، ومتى تؤدي أعمالها في السوق. ولكنه لم يستخدم هذا المصطلح في أعماله الأولى حتى السبعينيات من القرن العشرين. وفي حين أن كواسي لم يستحدث هذا المصطلح على وجه التحديد، فقد ناقش «تكاليف استخدام آلية التسعير» في ورقته البحثية طبيعة الشركة عام 1937، حيث ناقش للمرة الأولى مفهوم تكاليف المعاملات وأشار إلى «تكاليف معاملات السوق» في عمله الفريد من نوعه مشكلة التكاليف الاجتماعية (1960). ويمكن تتبع مصطلح «تكاليف المعاملات» نفسه في أدبيات الاقتصاديات النقدية في فترة الخمسينيات، ولا يتضح على وجه التحديد من «استحدث» هذا المصطلح.
لقد أصبح منطق تكاليف المعاملات معروفًا جدًا على نطاق واسع من خلال اقتصاديات تكاليف المعاملات لـ أوليفر إي ويليامسون. وتستخدم اقتصاديات تكاليف المعاملات اليوم لتفسير عدد من السلوكيات المختلفة. وينطوي هذا عادة على اعتبار أن «المعاملات» ليست فقط الحالات الواضحة من الشراء والبيع، ولكنها تنطوي أيضًا على التعاملات الشعورية اليومية وتبادل الهدايا غير الرسمي، إلخ. ولقد حصلت أوليفر إي ويليامسون على جائزة نوبل في العلوم الاقتصادية عام 2009.
ووفقًا لويليامسون، فإن محددات تكاليف التعاملات هي التكرار والنوعية وعدم التيقن والمعقولية المحدودة والسلوك الانتهازي.